# غوستا أريكسون (مجدف)
غوستا أريكسون (بالسويدية: Gösta Eriksson)‏ هو مجدف سويدي، ولد في 26 يناير 1931 في Skee, Sweden ‏ في السويد.

## وصلات خارجية
- غوستا أريكسون على موقع الاتحاد الدولي للتجديف (الإنجليزية)
- غوستا أريكسون على موقع اللجنة الأولمبية الدولية (الإنجليزية)
- غوستا أريكسون على موقع أوليمبيديا (الإنجليزية)
- غوستا أريكسون على موقع اللجنة الأولمبية السويدية (السويدية)